# Куртяк, Иван Фёдорович
Иван Фёдорович Куртяк (укр. Іван Федорович Куртяк; 21 февраля 1888, Хуст — 2 января 1933, Севлюш) — общественно-политический деятель.

## Биография
Учился в народной (1897—1902), горожанской (1902—1906) школах города Хуста, Ужгородской учительской семинарии (1906—1910). Работал учителем народных школ в селах Чепа (1910—1912) и Салдобош (1912—1914). В годы первой мировой войны Куртяк воевал в рядах Австро-Венгерской армии на восточном (русском) фронте, был ранен (ноябрь 1914), после госпитализации служил военным цензором в Вене (1916—1918). Вернувшись на родину (сентябрь 1918), Куртяк работал инспектором школ комитата Мармарош (октябрь 1918-апрель 1919).
После присоединения Подкарпатской Руси к Чехословацкой Республике Куртяк покинул государственную службу и полностью посвятил себя политической деятельности. Придерживался русинофильских взглядов, занимал последовательную провенгерскую позицию (его деятельность регулярно финансировалась венгерским правительством), был членом Центральной управы партии «Подкарпатский земледельский союз» (1920—1923), членом президиума «Русского культурно-просветительного общества им. А. Духновича» (1923—1933). Не согласившись с вхождением ПЗС в состав «Республиканской земледельческой партии на Подкарпатской Руси» (аграрная партия) вместе с группой единомышленников основал партию «Автономный земледельский союз» (январь 1924), был её председателем (1924—1933), по спискам АЗС избирался депутатом нижней палаты Законодательного собрания ЧСР (1924—1933). Как депутат парламента требовал от правительства ЧСР немедленной реализации автономного статуса Подкарпатской Руси, был автором законопроекта об автономии (1931), отвергнутого парламентом.
Умер после непродолжительной болезни в больнице г. Севлюш. Похоронен в Хусте. В период пребывания края в составе Венгерского королевства (1939—1944) имя Куртяк часто использовалось в качестве пропаганды идеи угро-руського братства.